# Haruka Chisuga
Haruka Chisuga (千菅 春香?, Chisuga Haruka; Prefettura di Iwate, 23 gennaio 1992) è una doppiatrice giapponese. Lei è la vincitrice del concorso Miss MACROSS 30 Contest come cantante nel 2013.

## Doppiaggio
I ruoli principali sono in grassetto:
2013
- Strike the Blood (Yuuho Tanahara)

2014
- Akatsuki no Yona (Ki-ja)
- Amagi Brilliant Park (Shiina Chuujou)
- Ao haru ride (studentessa)
- Love Live! School Idol Project (studentessa)
- Shirobako (Shizuka Sakaki)
- Soul Eater NOT! (Tsugumi Harudori)

2015
- Kōfuku Graffiti (Hana Yamazaki)
- Owari no Seraph (Mikaela Hyakuya - bambino)
- Aquarion Logos (Kokone Kikogami)
- Go! Princess Pretty Cure (Hanae Komori)

2016
- The Asterisk War (Sylvia Lyyneheym)
- Shōjotachi wa kōya o mezasu (Sayuki Kuroda)

2018
- Angels of Death (Rachel (Ray) Gardner)

2019
- DanMachi II (Haruhime Sanjōno)

2020
- DanMachi III (Haruhime Sanjōno)